# Bartolomé Mestre
Bartolomé Mestre Vicens (Felanitx, 26 gennaio 1960) è un ex calciatore spagnolo di ruolo attaccante.

## Carriera
Disputò la Primera División spagnola in due occasioni, nel 1981-1982 con il Castellón e nel 1985-1986 con l'Hércules.

## Palmarès

### Club

#### Competizioni nazionali
- Segunda División spagnola: 1

Castellón: 1980-1981
- Copa de la Liga Segunda División: 1

Castellón: 1984